# Baixa Pombalina
Baixa Pombalina ([ˈbajʃɐ põbɐˈlinɐ]?, eller Baixa) er et område, som dækker omkring 235.620 kvadratmeter i det centrale Lissabon, hovedstaden i Portugal. Det består af et netværk af gader nord for Praça do Comércio, omtrent mellem Cais do Sodré og Alfama-distriktet neden for Lissabon Slot, og strækker sig mod nord i retning af Rossio- og Figueira-pladserne og Avenida da Liberdade, en træ-omkranset boulevard kendt for sine skrædder-butikker og caféer.
Baixa er et elegant distrikt, primært bygget efter jordskælvet i Lissabon 1755. Det har fået sit navn efter Sebastião José de Carvalho e Melo, 1. Markise af Pombal, premierminister for Josef 1. af Portugal fra 1750 til 1777 og nøglefigur i oplysningstidens Portugal, der tog føringen i at beordre genopbygningen af Lissabon efter jordskælvet i 1755. Marquis af Pombal pålagde strenge betingelser for at genopbygge byen, og den nuværende opbygning efter gittermønster adskiller sig kraftigt fra den selvskabte gadestruktur, der prægede distriktet før jordskælvet.
Baixa har nogle af de første eksempler på jordskælvssikre konstruktioner. Arkitektoniske modeller blev testet ved at have tropper til at marchere omkring dem for at simulere jordskælv. Bemærkelsesværdige træk ved Baixas strukturer omfatter "Pombaline-buret", nogle symmetriske rammer bestående af træ-gitre med henblik på ligelig fordeling af jordskælvets kraft, og mellem-terrasse vægge, der er bygget højere end tagenes tømmerkonstruktioner for at nedsætte risikoen for brandspredning.
Baixa nedfældedes på Portugals "foreløbige liste" over potentielle verdenarvssteder den 7. december 2004, som erklærer området overlegent i forhold til andre planlagte områder i f.eks. Edinburgh, Torino og London; i særdeleshed omtaler fremlæggelsen, at planerne for genopbygningen af London efter Storbranden i London i 1666 "ikke gennemførte overordnede principper" som dem, der opnåedes i Pombaline Baixa.